# Joachim Perinet
Joachim Perinet (Vienna, 20 ottobre 1765 – Vienna, 4 febbraio 1816) è stato un commediografo e attore teatrale austriaco.

## Biografia
Se come attore non raggiunse vertici particolarmente elevati, invece come autore, Perinet, si distinse per alcune commedie realizzate dal 1785 al 1816 per il Theater in der Leopoldstadt di Vienna, ispirandosi alle opere europee contemporanee.
Perinet viene ricordato per Kaspar der Fagottist (Kaspar sonatore di fagotto, 1791), una farsa influenzata dal Il flauto magico di Wolfgang Amadeus Mozart, incentrata sulla figura popolare della maschera di Kasperl.
Buon successo riscosse anche con alcuni Singspiel di genere burlesco, come Die Belagerung von Ypsilon (L'assedio di Ipsilon, 1804), e per alcune caricature di lavori musicali, come ad esempio la Neue Alceste (La nuova Alceste, 1806), la cui opera originale era di Christoph Willibald Gluck.

## Opere
- Der lizitierte Bräutigam und drey Weiber um einen Mann (Lo sposo di cortesia e tre donne per un uomo, 1788);
- Nichts weniger als una cosa rara (Niente di meno che una cosa rara, 1789);
- Der Geisterseher (Il veggente fantasma, 1790);
- Kaspar der Fagottist (Kaspar sonatore di fagotto, 1791);
- Die Belagerung von Ypsilon (L'assedio di Ipsilon, 1804);
- Neue Alceste (La nuova Alceste, 1806).